# Duomo de Barcellona Pozzo di Gotto
La catedral de Barcellona Pozzo di Gotto o Duomo de San Sebastián o Duomo de Barcellona Pozzo di Gotto, exacto nombre completo Basílica Menor de San Sebastián , se encuentra en la Plaza Duomo y de las principales caras de fachada Via Roma. Es la mayor de las iglesias de Barcellona Pozzo di Gotto, en la provincia sólo superada por la Catedral de Santa Maria Assunta Mesina. El Barbaro ingeniero, sobrino de Monseñor Barbaro dirige el trabajo realizado por la firma Fratelli Cardillo, colaboró en la construcción del Santuario de Cristo Rey, una obra contemporánea de la catedral de San Sebastián.